# پارک ملی ماتسالو
پارک ملی ماتسالو (استونیایی: Matsalu rahvuspark) یک پارک ملی و ذخیره‌گاه طبیعی در شهرستان لنه و شهرستان پارنو، استونی است که در سال ۱۹۵۷ ایجاد شده‌است. این پارک ۴۸۸٫۶ کیلومتر مربع وسعت دارد و رود کاساری در آن جریان دارد.

## نگارخانه

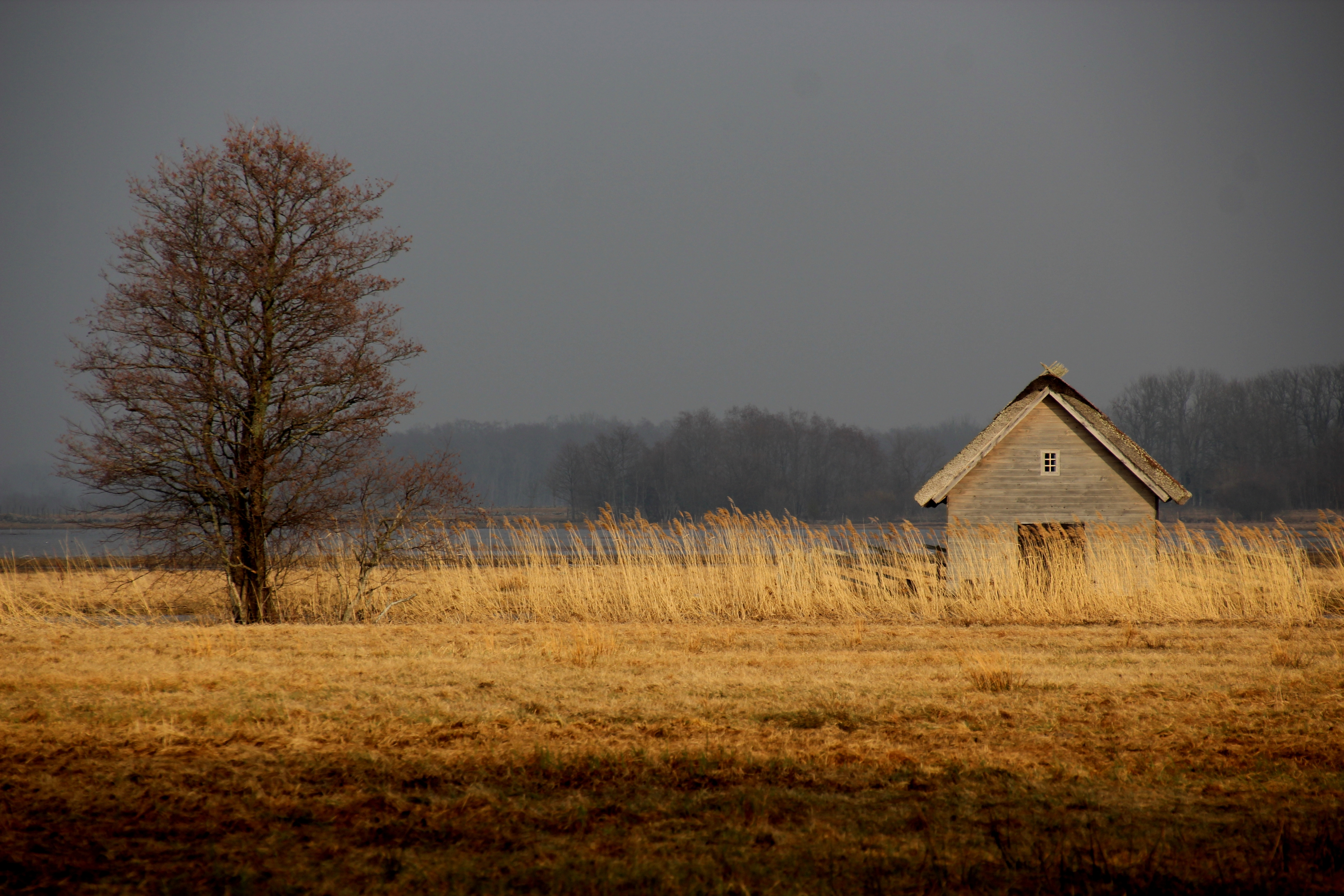
Suitsu meadow
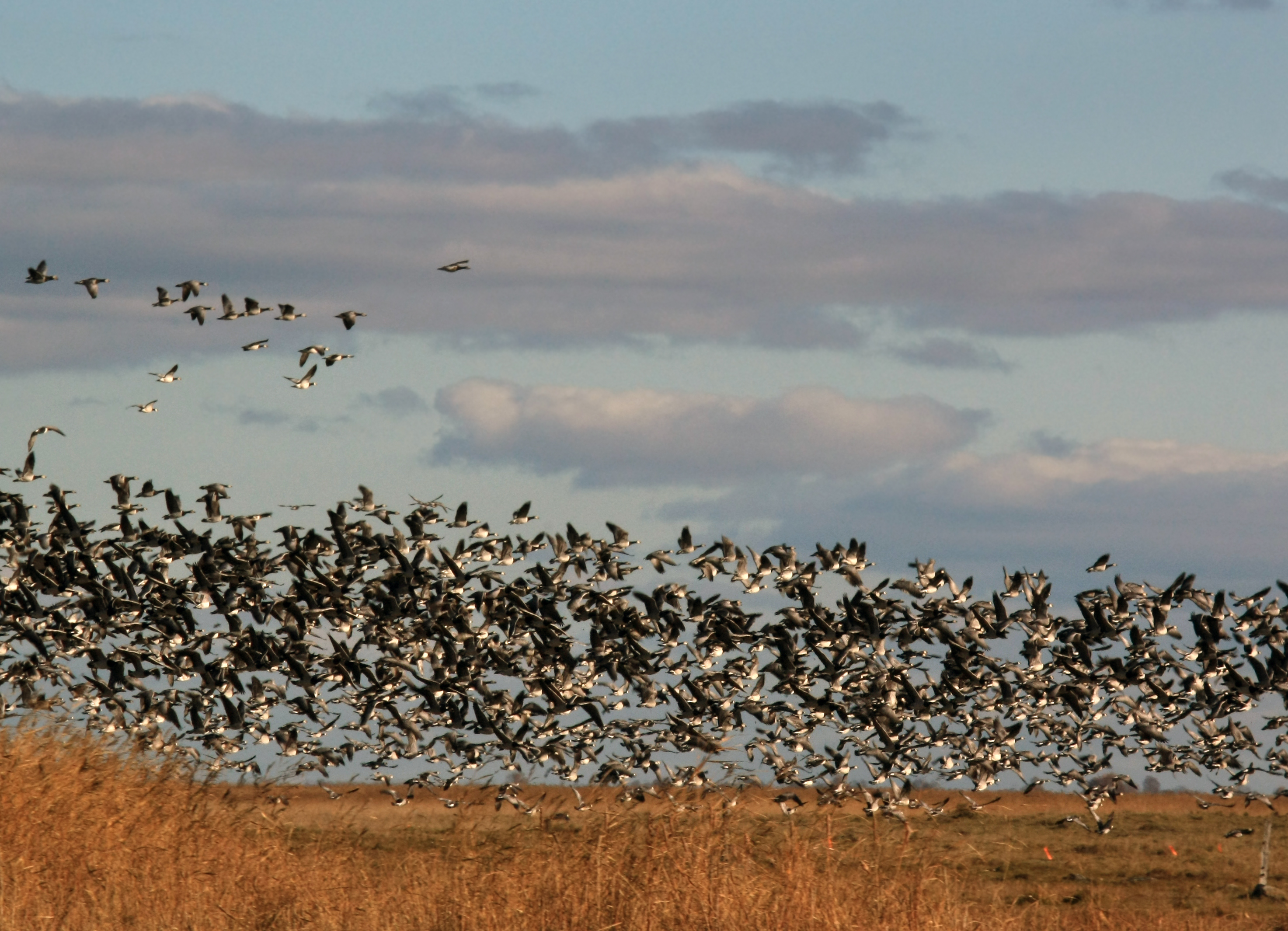
یک گله از غاز گونه‌سفید
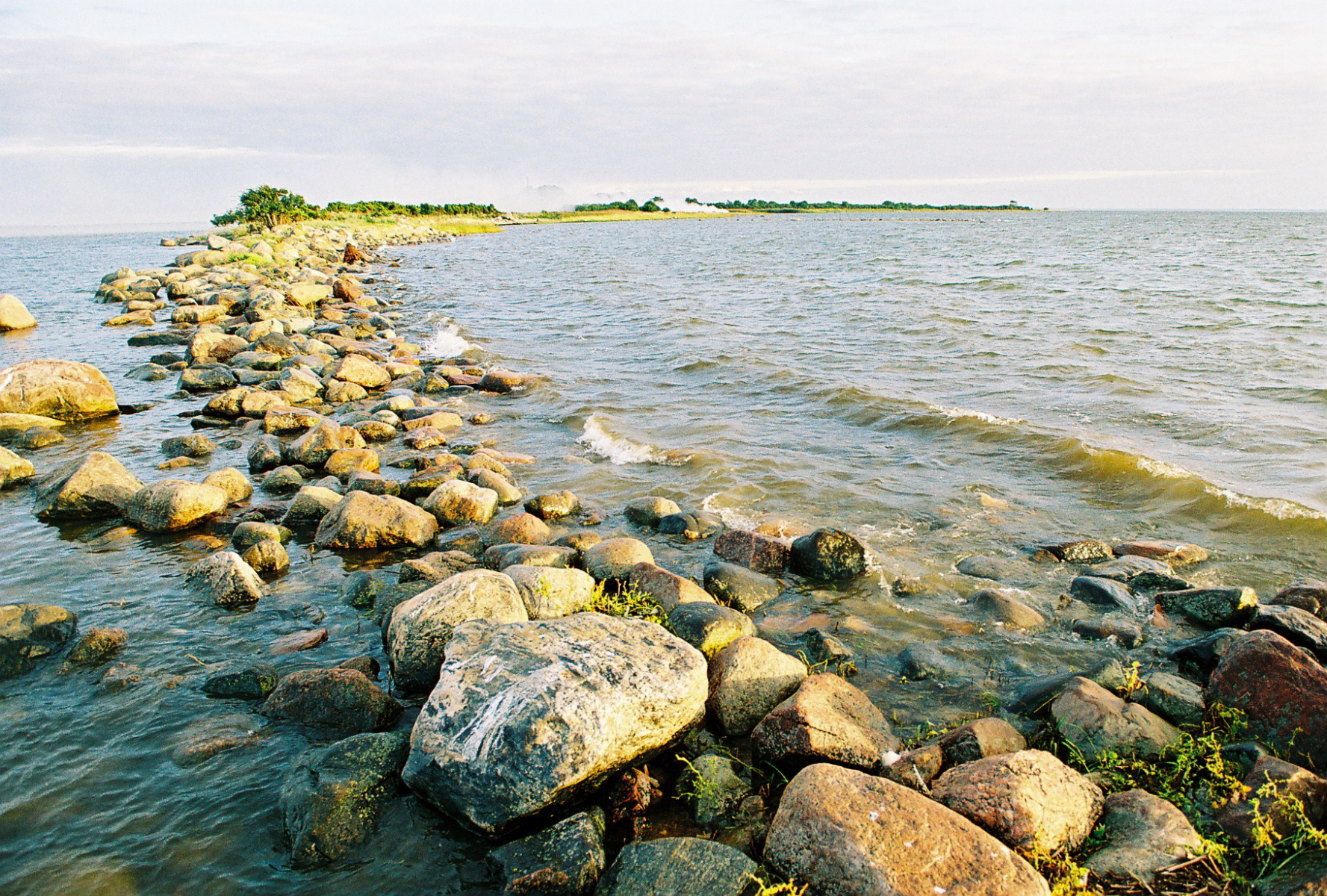
Kumari
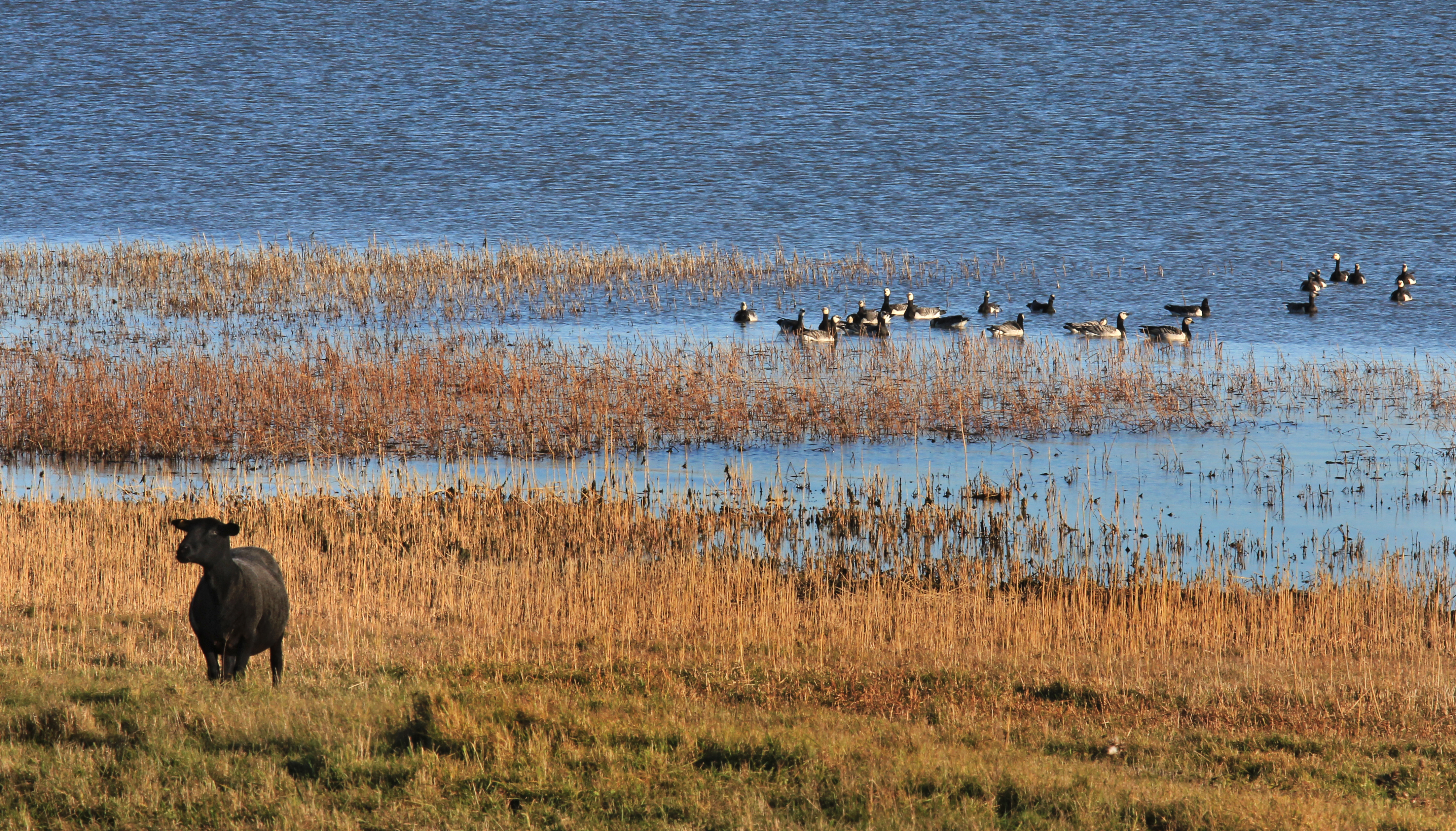
ساحل شبه جزیره پویس
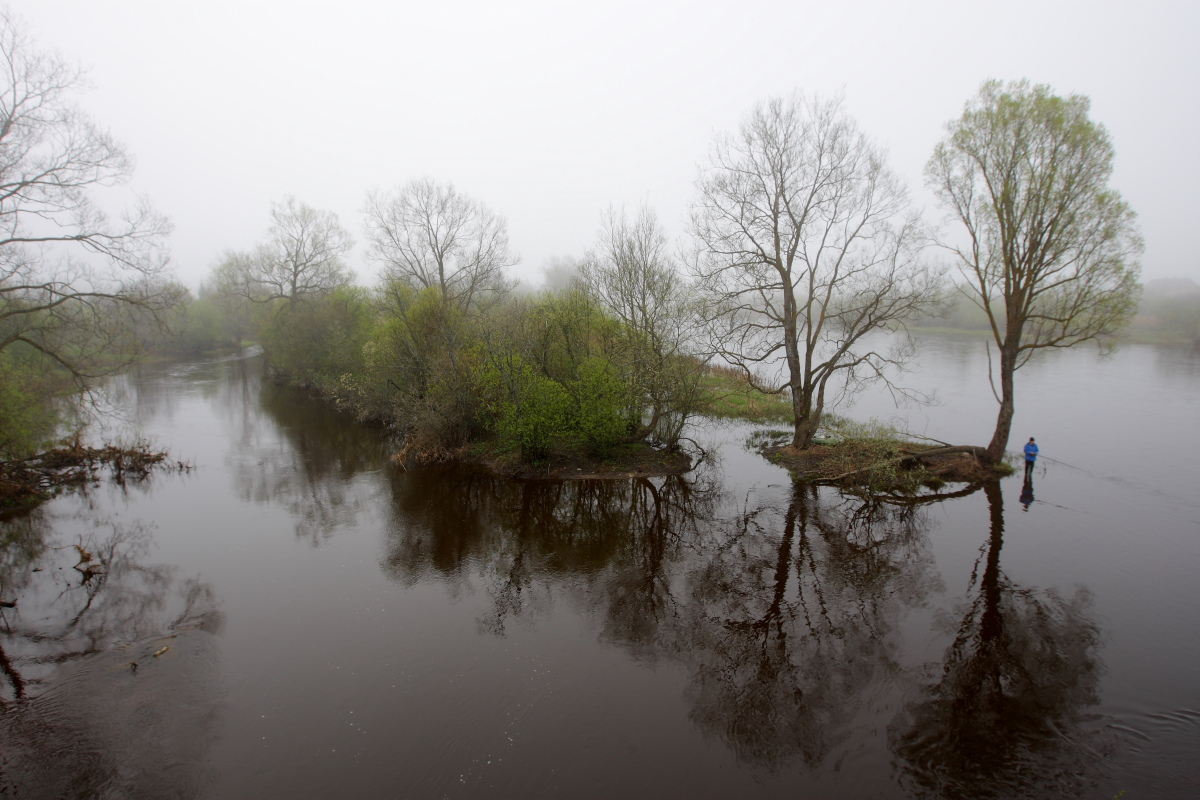
سیل بهاری رود کاساری
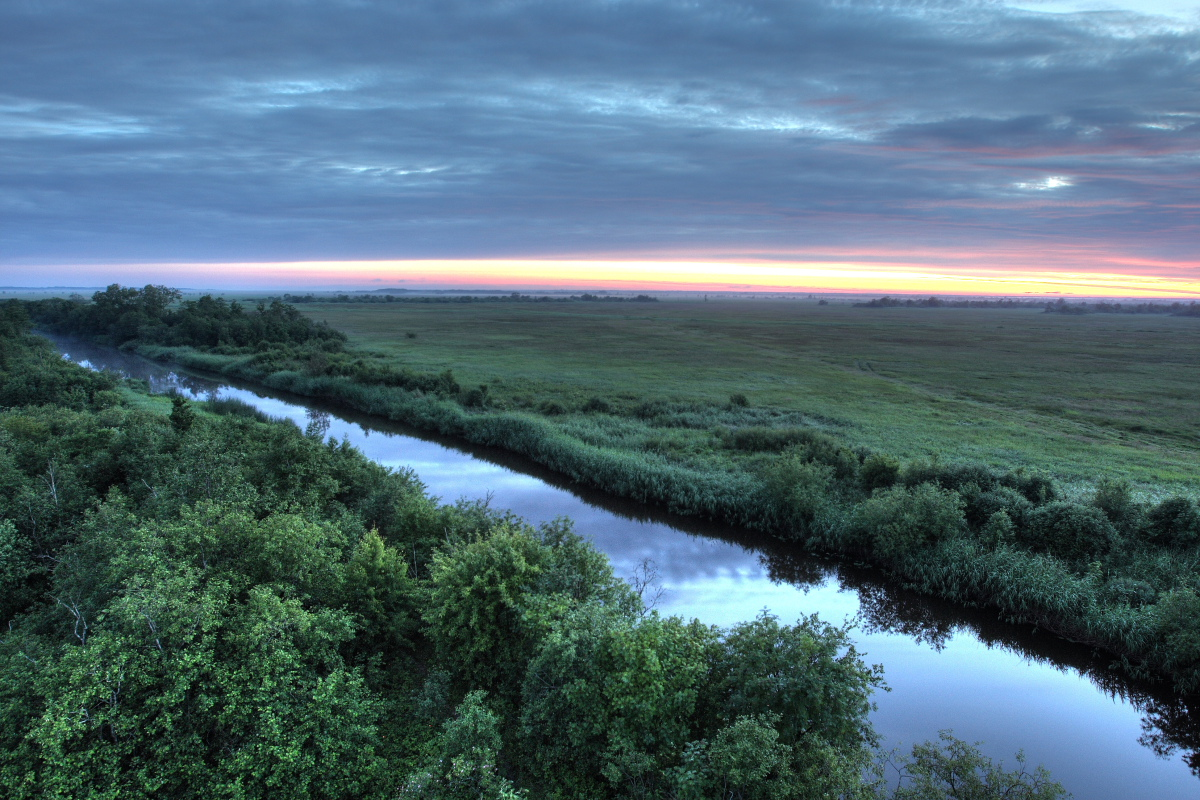
رود کاساری
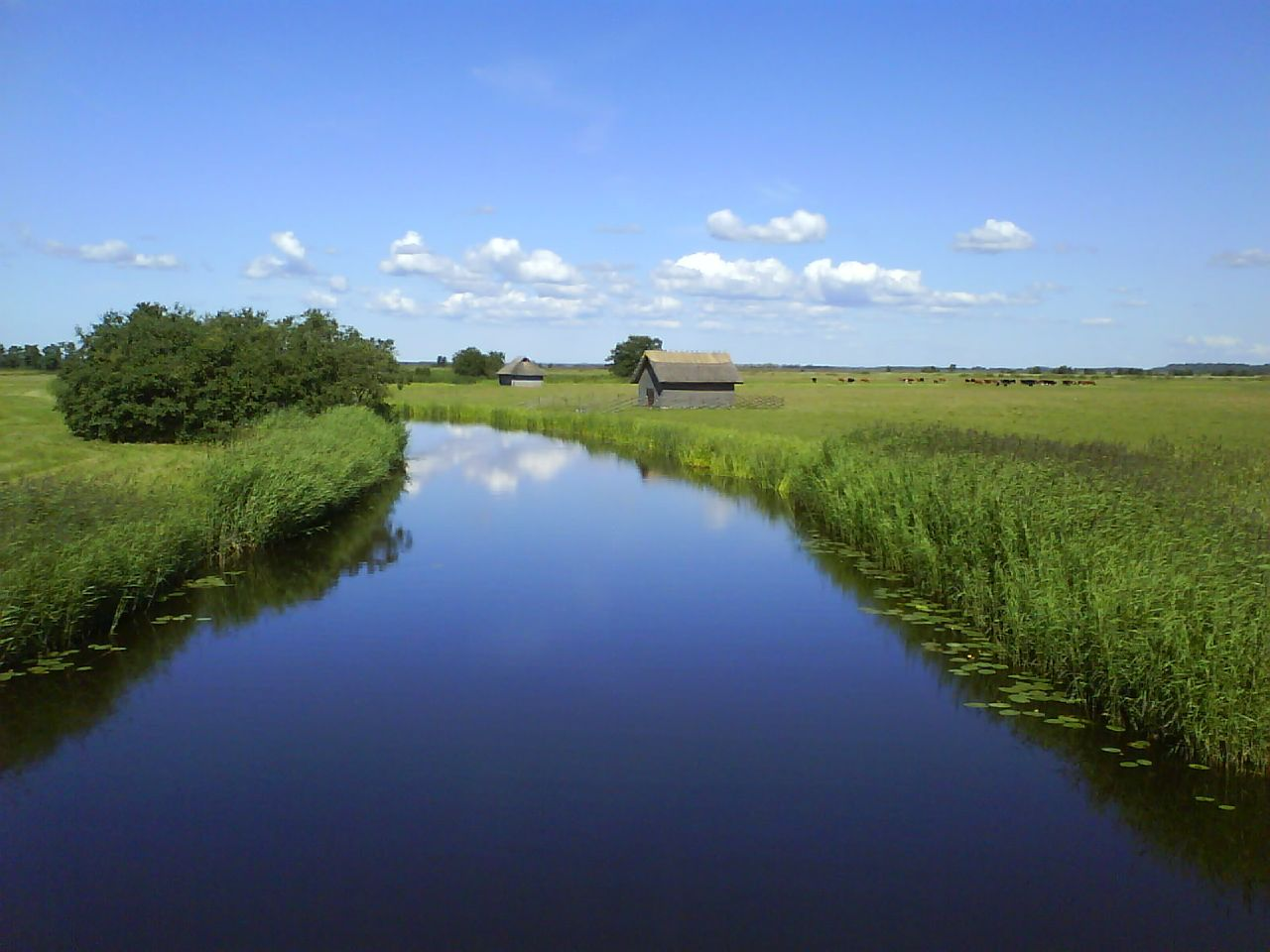
Fishermen huts by the Suitsu River in Matsalu National Park
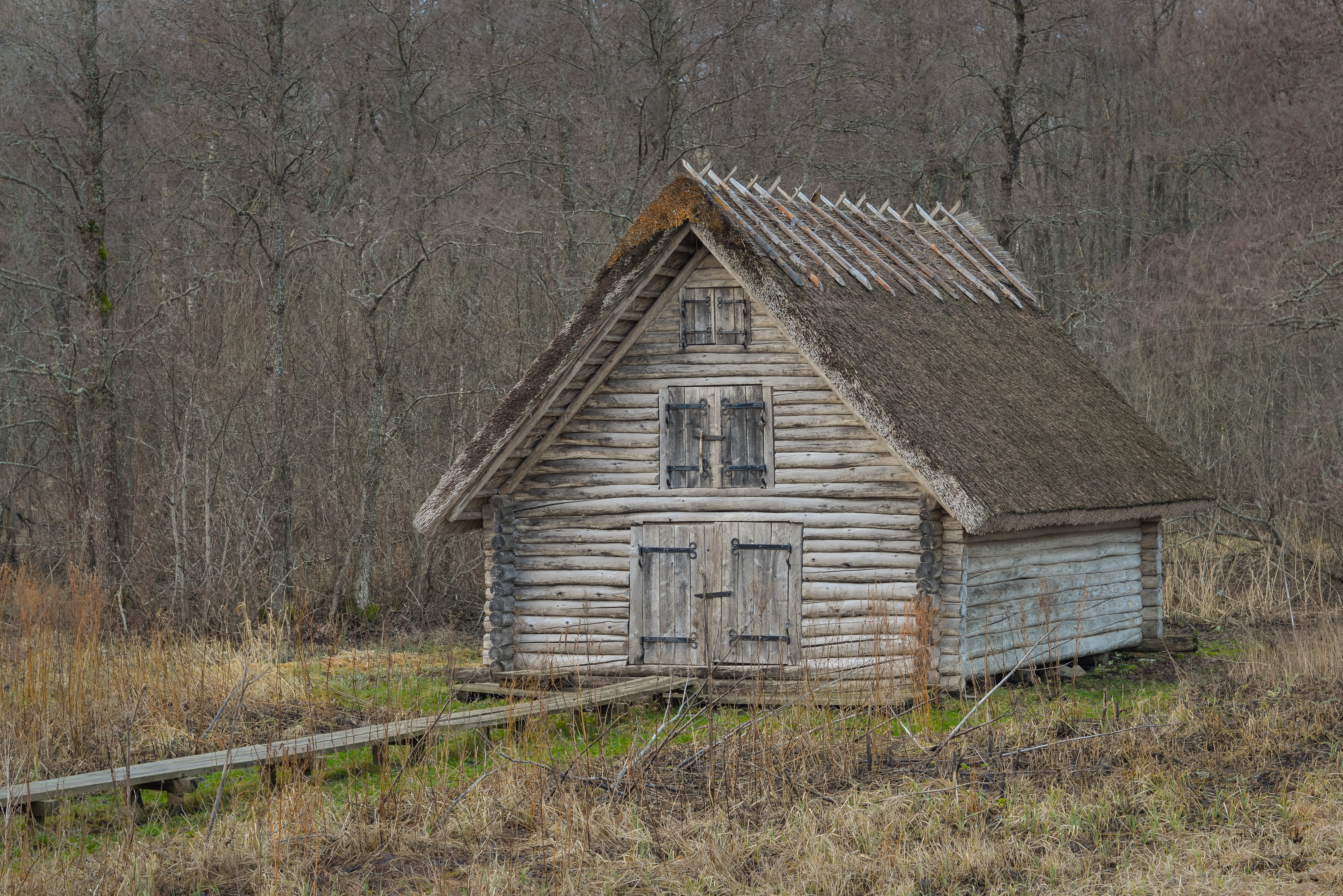
Old hay barn at the end of Suitsu hiking trail
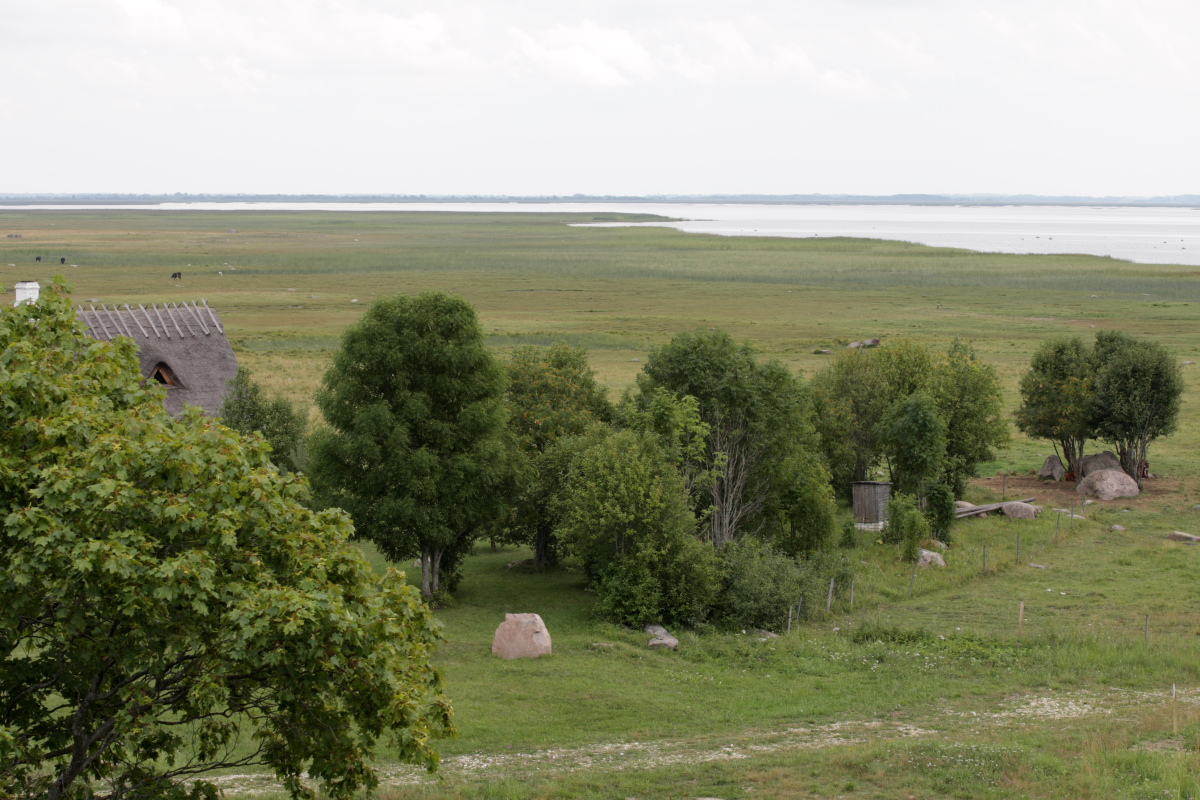
The coastline seen from the village of Haeska
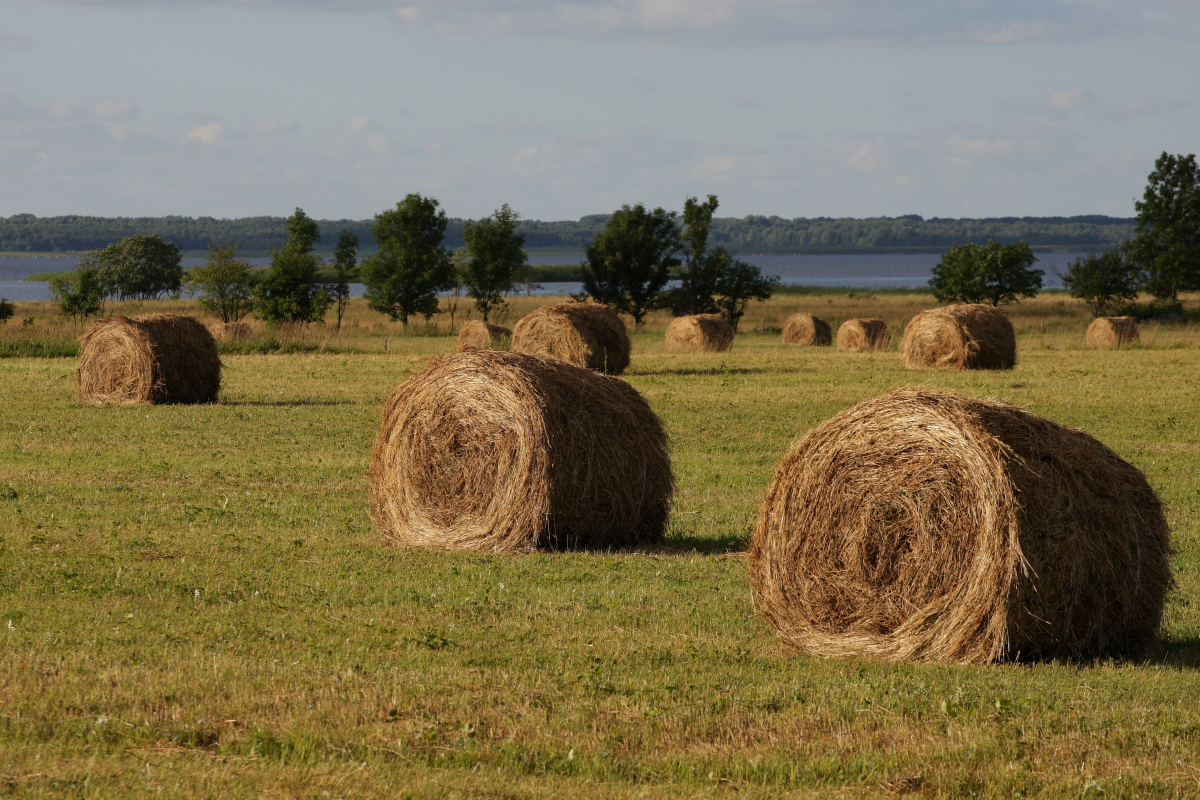
Hay bails on the Puhtulaid peninsula
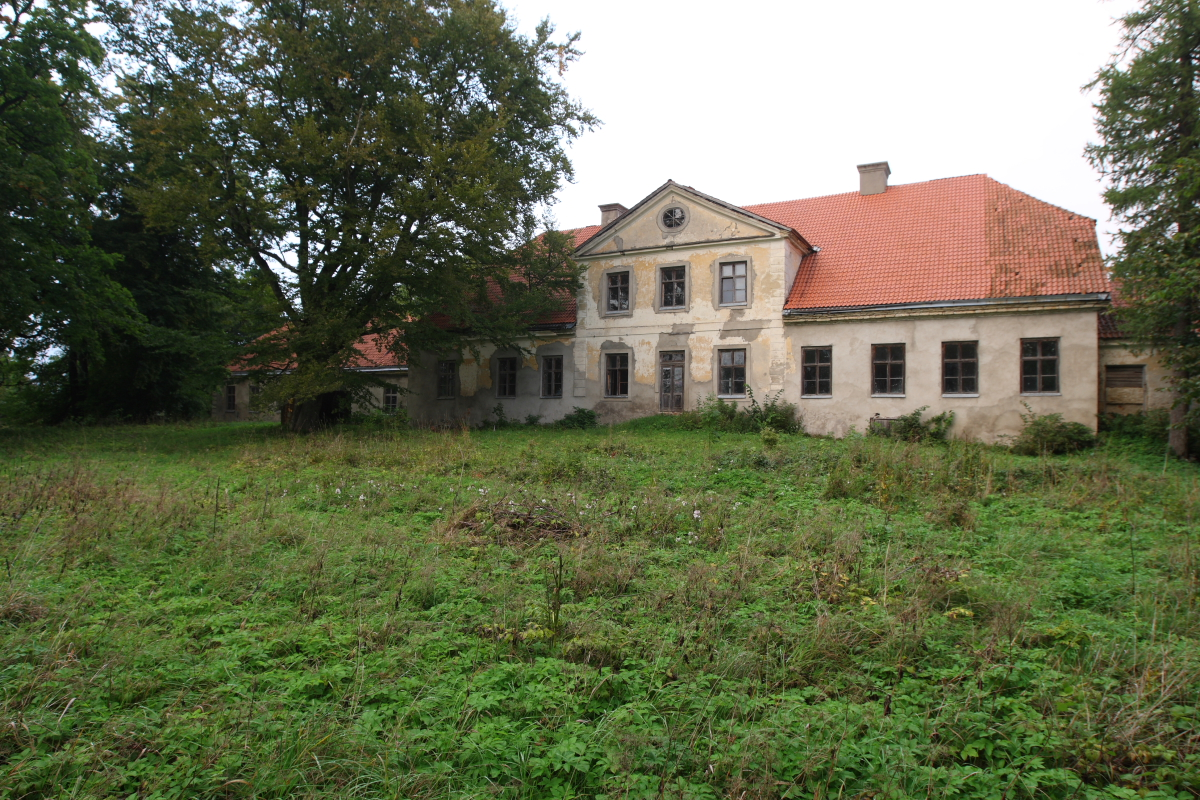
The old Matsalu Manor in Matsalu Village
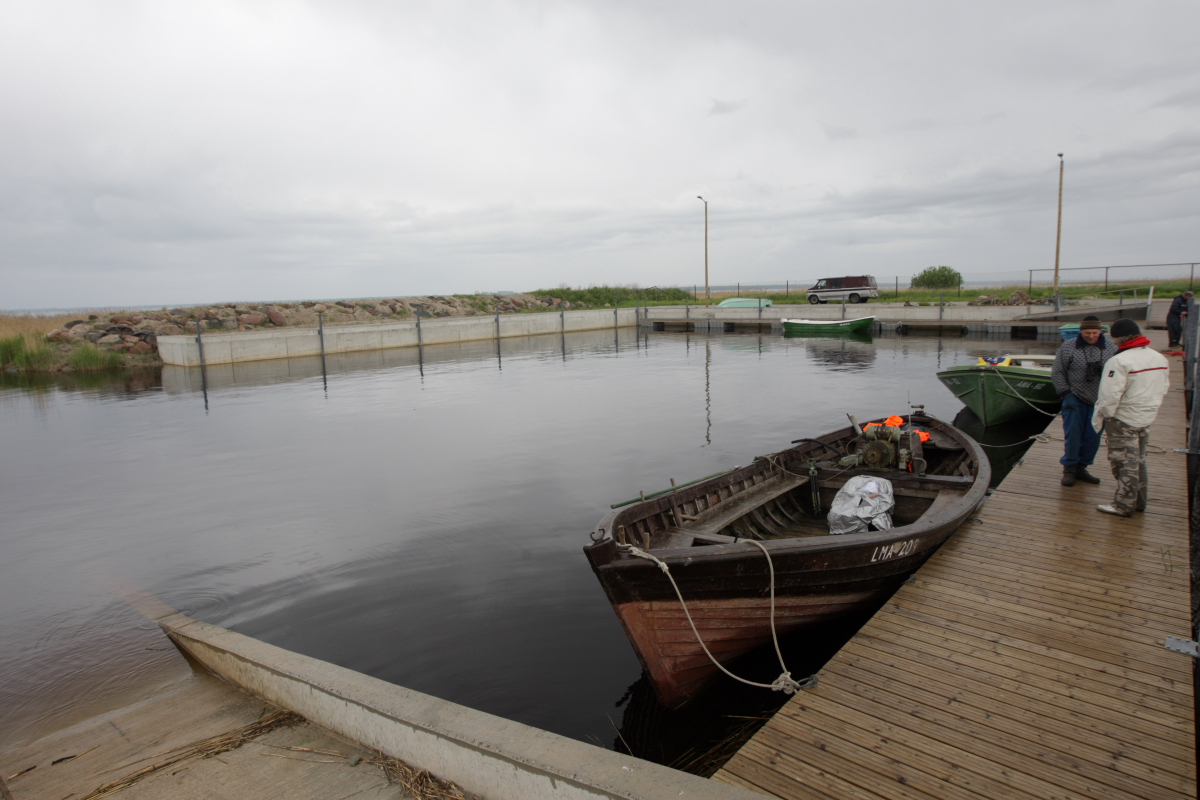
The small port of Keemu
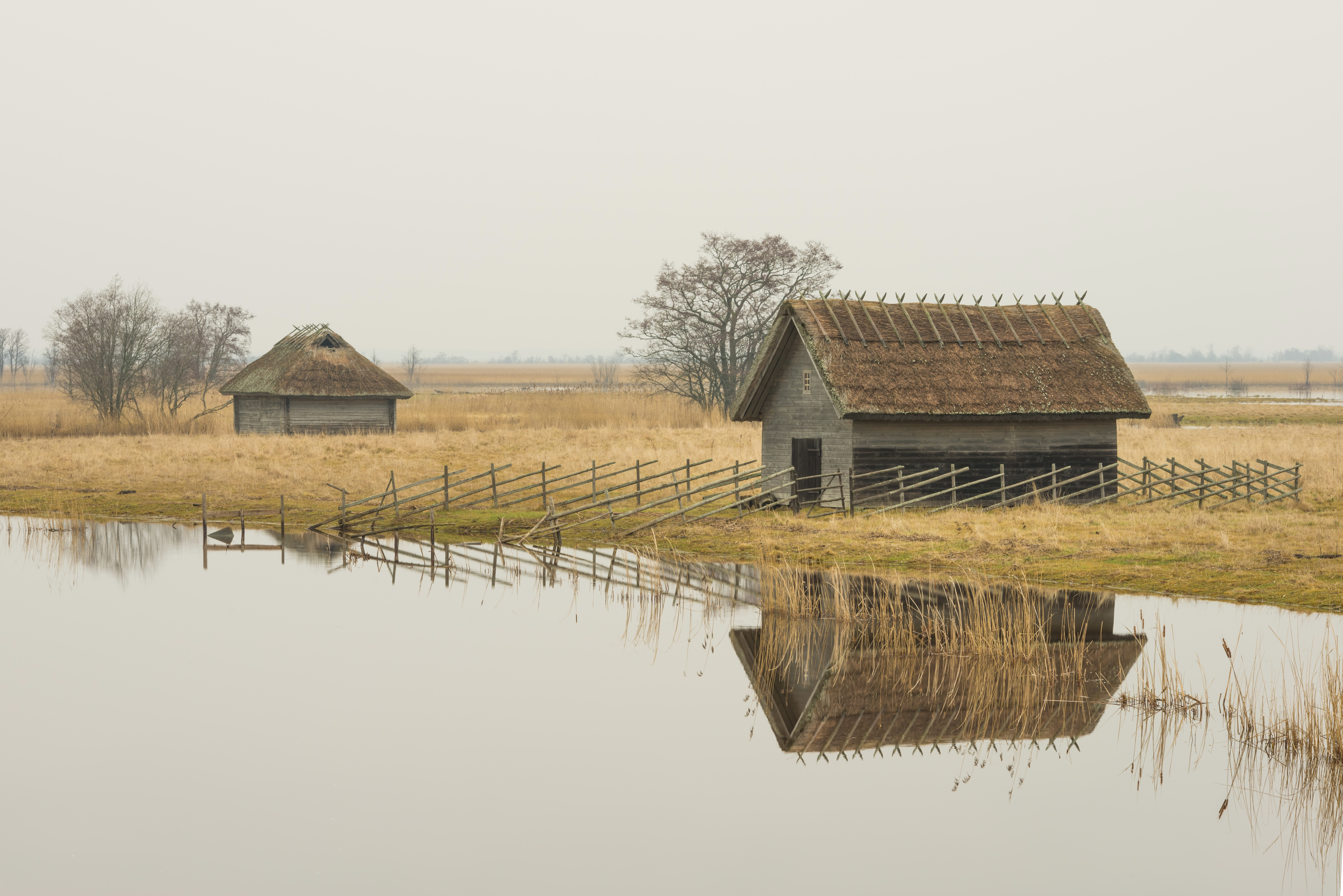
Net and fishing huts on the Tuudi River
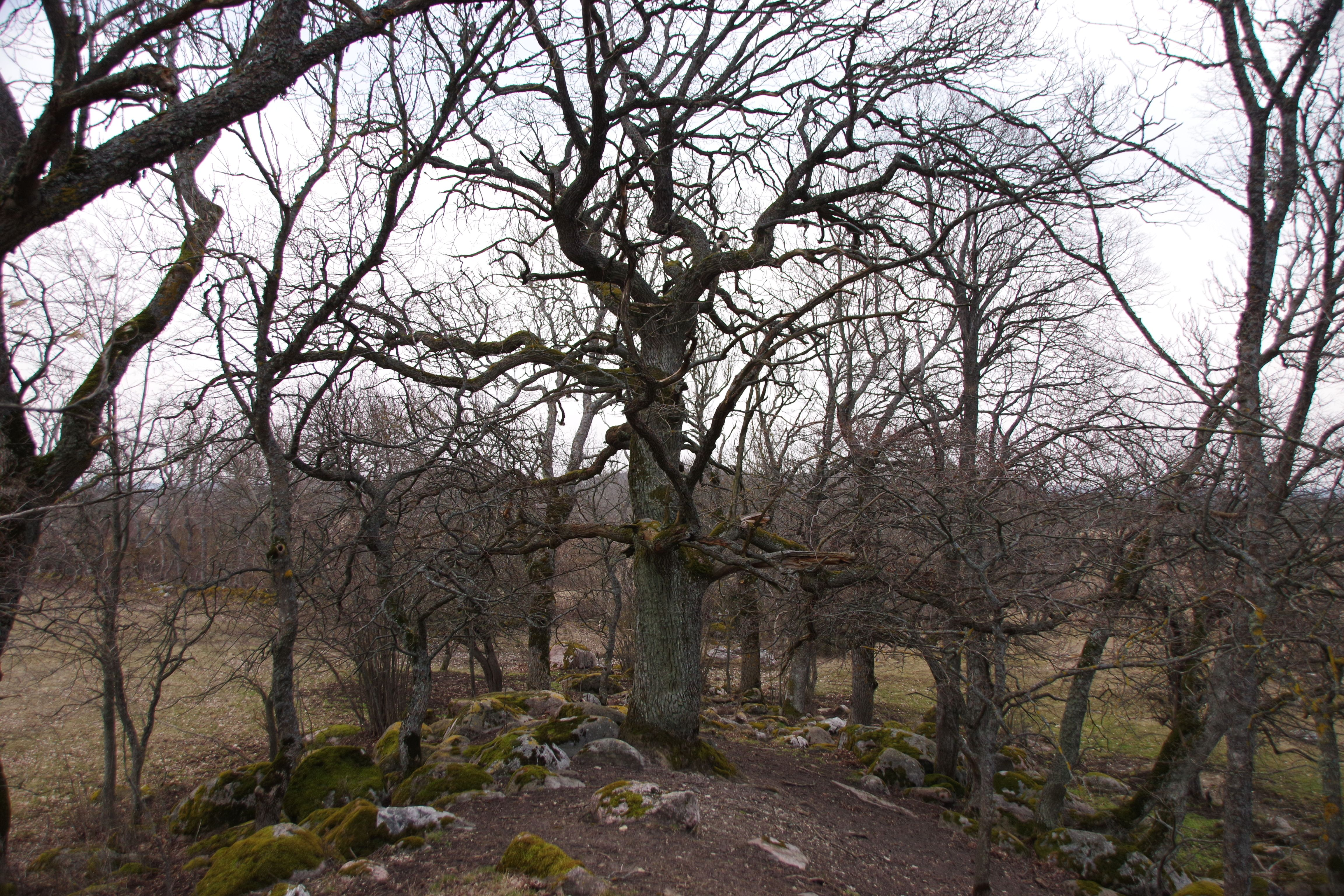
Porimägi